# 정인환
정인환 (鄭仁煥, 1986년 12월 15일 ~ )은 대한민국의 전직 축구 선수이자 현 축구 지도자로 현역 시절 수비수로 활동했으며 현재 중국 슈퍼리그 청두 룽청 수석 코치로 재직 중이다.

## 유소년팀 경력
용인시축구센터의 지정 유스 클럽인 백암고등학교 출신이다. 백암고등학교 시절부터 청소년 대표로 활약하며, U-20 대표로 발탁, 2004년 AFC U-19 축구 선수권 대회에서 조별예선 경기를 소화하였다. 백암고등학교를 졸업한 이후, 연세대학교에 진학하였고 U-20 월드컵 대표로도 발탁되었으나 출전하지는 못하였다.

## 클럽 경력

#### 전북 현대 모터스
2006년 전북 현대 모터스에 우선 지명된 정인환은 최진철의 뒤를 이을 재목으로 언론에 소개되며 많은 기대를 받았으나, 전북에서는 광대뼈 함몰 등의 크고 작은 부상으로 시즌을 소화하는 데 어려움을 겪었다. 이후 전북 현대 모터스가 강민수 영입을 위해 정인환 + 현금 트레이드를 제의함에 따라 전남 드래곤즈로 이적하게 되었다.

#### 전남 드래곤즈
전남의 주전 수비수로 활약했으나 2009년에는 부상으로 거의 시즌을 못하다가, 2010년 다시 주전 수비수로 발돋움해 활약하였다.

#### 인천 유나이티드
2010시즌 종료 후, 김명운과 함께 인천 유나이티드로의 트레이드되어 2011년 1월 인천으로의 이적이 확정되었다.
과거 임중용이 달았던 20번을 물려받았으며 9월 9일 전북 원정경기에서 데뷔골을 기록하였으며 10월 16일 FC 서울과의 홈경기에서 헤딩 골을 기록하였다. 2012년 8월 카타르의 알사일리야가 거액의 연봉을 제시하며 이적을 제안하였으나 거절하였다.

#### 전북 현대 모터스
2013년 1월 같은 팀의 정혁, 이규로와 함께 전북 현대 모터스로 이적하였다.

#### FC 서울
2016년 2월 4일 FC 서울로 이적이 확정되었다.

## 국가대표 경력
대한민국 U-17 축구 국가대표팀 일원으로 2003년 FIFA U-17 세계 축구 선수권 대회 본선에 출전한 것을 시작으로 각급 대표팀에 선발되며 대표팀 엘리트 코스를 거쳤다.
2006년 7월 베어벡 호 1기로 성인 대표팀에 선발되었으며 그 해 계속 대표팀에 선발은 되었지만 A매치 출장은 하지 못하고 2012년 8월 15일 잠비아와의 평가전에서 A매치 데뷔전을 치렀다.

## 지도자 경력
2022시즌을 앞두고 강원 FC의 코치로 부임했다.

## 수상

### 클럽

#### FC 서울
- K리그 클래식

● 우승 1회: 2016
- 대한민국 FA컵

● 준우승 1회: 2016
- AFC 챔피언스리그

● 3위 1회: 2016